# Killucan

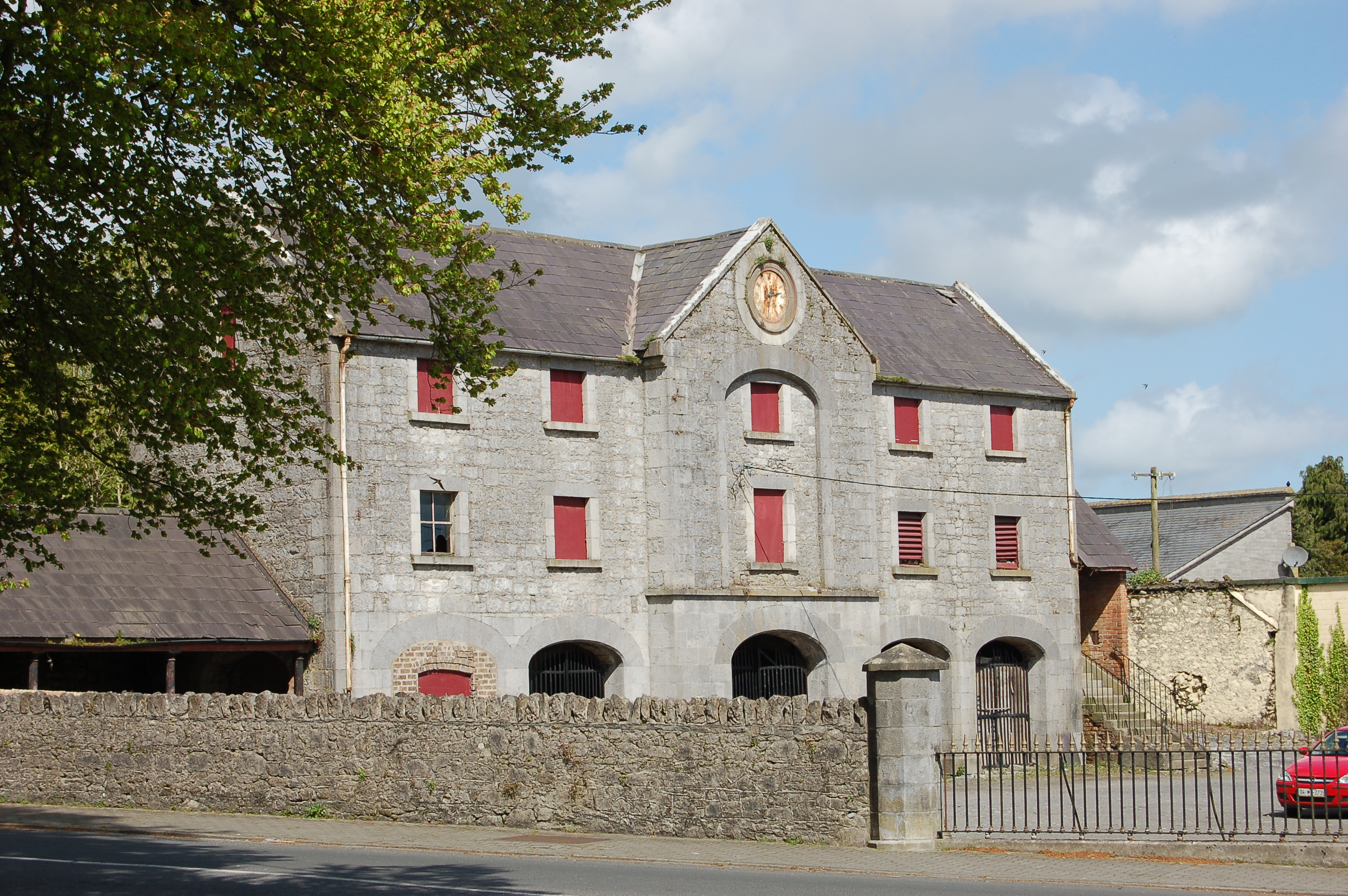
Killucan

Killucan (iriska: Cill Liucainne) är ett mindre samhälle i grevskapet Westmeath i Republiken Irland. Killucan ligger på vägen R156 cirka 10 minuter från Mullingar.